# Giacomo Strobl junior
Giacomo Strobl junior (Cles, 20 ottobre 1675 – Cles, 14 febbraio 1749) è stato un intagliatore italiano. Artista locale attivo principalmente in Val di Non, figlio dell'intagliatore Pietro Strobl junior e cugino dei fratelli Strudel.

## Biografia
Cominciò la sua attività di intagliatore presso la bottega del padre Pietro Strobl junior. 
Nel 1713, anno in cui morì il padre, ereditò la bottega paterna, ma i committenti si rivolsero maggiormente a un altro allievo di Pietro, Vigilio Fortunato Prati e per l'intagliatore cominciò un periodo di difficoltà finanziarie, che terminò soltanto nel 1729 con l'acquisizione della cospicua eredità del cugino Leopold, figlio del noto scultore Paul Strudel. Lo stile del cugino, caratterizzato dal panneggio ondulato delle vesti, è ravvisabile nelle sculture lignee di Giacomo, un esempio è l'altare laterale della chiesa di San Marcello a Dardine.
Dopo aver saldato i debiti nel 1629, si ritirò dall'attività di intagliatore per vivere di rendita grazie all'eredità del cugino. Morì a Cles il 14 febbraio 1749.

## Opere
Realizzò svariate opere per varie chiese della Val di Non e un gruppo di putti alati a Vione tra il 1692 e il 1725.
- Cles, chiesa di San Vito: Altare maggiore, Coppia di candelabri (1692)
- Dardine, chiesa di San Marcello: Altare laterale destro (1712-1713)
- Dres (Cles), chiesa di San Tommaso: Altare maggiore (ampliamento dell'altare realizzato dal padre nel 1672)
- San Giacomo (Caldes), chiesa di San Giacomo Maggiore: San Domenico e Santa Caterina da Siena (statue collocate sull'altare laterale sinistro)
- Vervò (Predaia), chiesa di San Martino: Antipendio dell'altare maggiore (1712)
- Vione, chiesa di San Remigio: Gruppo di putti alati musicanti (1700)